# Quere
Die Kulturversorgung Quere war ein kulturelles Zentrum in der oberbayerischen Stadt Landsberg am Lech, das im Dezember 1995 eröffnet und schon im Juli 1997 wieder geschlossen wurde.

## Geschichte
Die eigentliche Geschichte der Quere begann bereits im Jahr 1986. Damals organisierten die Pfadfinder aus Kaufering, einem Ort ca. fünf Kilometer nördlich von Landsberg, das erste Kauferinger Open Air in der Nähe des Schwimmbads. Diese von da an jährlichen Veranstaltungen wurden später im Recyclinghof Kaufering organisiert. Bald bildete sich ein Team, das sich alljährlich um die Organisation der Open Airs kümmerte. Aus dieser Gruppe, die mittlerweile nicht nur aus Pfadfindern bestand, wurde der Verein zur Förderung von Kunst und Jugendkultur in Kaufering e.V. gegründet.
Um 1996 reifte der Gedanke, im Landkreis Landsberg eine feste Einrichtung zu gründen, in der das ganze Jahr über Konzerte und andere Kulturveranstaltungen abgehalten werden konnten. Bei der Suche nach einem geeigneten Objekt wurde die ehemalige Saarburgkaserne gewählt, die sich innerhalb der Stadt Landsberg befand.
Damals spaltete sich der Open-Air-Verein in zwei Lager, da nicht alle Mitglieder dieses Projekt unterstützen wollten. Schließlich gründete die Pro-Partei einen eigenen Verein und so war die Kulturversorgung Quere e.V. geboren.
Nach einigen Renovierungsarbeiten konnte die Eröffnung der Quere im Dezember 1995 gefeiert werden. Die Zustimmung nicht nur der Landsberger Jugend war enorm. Neben regionalen Gruppen traten bekanntere Bands aus dem gesamten Bundesgebiet wie Blackeyed Blonde, The Notwist, Cucumber Men, Calexico oder Skaos auf.
Kurz nach der Eröffnung drohte der Quere schon wieder die Schließung, denn die Anwohner der benachbarten Wohnsiedlung beschwerten sich über den Lärm. Durch angemessene Schalldämmungen wurden Stadtrat und Bürgermeister überzeugt, der Quere noch eine Chance zu geben.
Neben Konzertveranstaltungen bot die Quere eine breite Palette an Kulturangeboten. Erfolgreich waren Kurzfilm-Abende, Kunstausstellungen der Landsberger Jugend, Plattenauflegeabende und das Jugendcafé am Sonntag, das für die zehn- bis fünfzehnjährigen Jugendlichen gedacht war.
Eine der größten Veranstaltungen war das fünfte Jubiläum des Landsberger Plattenlabels Hausmusik vom 25. bis 27. Oktober 1996. Dabei traten neben labeleigenen Künstlern und Bands Gäste der befreundeten Labels Payola und Kollaps auf.
Finanzielle Probleme und der Mitgliederschwund zwangen den Betreiberverein, die Quere im Juli 1997 wieder zu schließen. Kurz vor dem beschlossenen Ende fanden noch zwei größere Veranstaltungen statt: ein Open Air auf dem Gelände der Quere und die Frank Zappa Cover Party am 7. Juni 1997. Hierfür hatten Landsberger Amateurbands Lieder von Frank Zappa einstudiert. In den Umbauphasen gab eine eigens für die Cover-Party gegründete Formation aus 13 Landsberger Musikern Zappa-Stücke in A-cappella-Version zum Besten.
Nach der Schließung der Quere stand das Gebäude einige Jahre leer, bis es im Rahmen eines kompletten Umbaus der ehemaligen Kaserne zu einem Wohngebiet abgerissen wurde.